# Грейт-Бейсин (национальный парк)
Грейт-Бейсин, или «Большой Бассейн» (англ. Great Basin National Park) — национальный парк США, расположенный в восточной части Невады, недалеко от границы со штатом Юта. Парк основан в 1986 году и получил своё название от Большого Бассейна — одного из самых засушливых регионов Северной Америки.
Грейт-Бейсин расположен в 470 км к северу от Лас-Вегаса, общая площадь — 31230 га.

## Животный и растительный мир парка
В парке произрастает 11 видов хвойных деревьев и более 800 растений, обитает 61 вид млекопитающих, 18 видов пресмыкающихся, 238 разновидностей птиц, 2 вида земноводных и 8 видов рыб.

## Достопримечательности

### Прометей
Дерево Прометей — сосна вида Pinus longaeva, которая произрастала недалеко от границы леса с Уилер-Пик. В 1964 году молодой исследователь Дональд Карри добился разрешения на вырубку части ствола дерева для исследования, в ходе которого было обнаружено, что возраст Прометея составлял около 5000 лет. Таким образом, перед учёными находилось одно из старейших деревьев на Земле. Как с горькой иронией отмечал Дарвин Ламберт (автор нескольких работ о Грейт—Бейсин): «Старейшее из живущих существ было убито (именно убито) во имя науки».
Вырубка Прометея вызвала общественный резонанс, в результате которого даже местонахождение многовековых деревьев держат в секрете.

### Пещера Лемана
Пещера Лемана — карстовая пещера, названная в честь своего первооткрывателя Абсалома Лемана, расположенная на высоте 2133 метров над уровнем моря. 24 января 1922 года президент США Уоррен Гардинг присвоил пещере статус национального памятника, который был отменён в 1986 году в связи с образованием национального парка.